# Sal Buscema
Salvatore Buscema, (Brooklyn, Nueva York, Estados Unidos, 26 de enero de 1936) también conocido como Sal Buscema o Our Pal Sal entre los trabajadores de la editorial Marvel Comics, es un historietista estadounidense que ha trabajado sobre todo en Marvel Comics. 
Buscema empezó su carrera a mediados de la década de 1960 pasando a tinta los dibujos a lápiz de su hermano John Buscema y durante treinta años fue uno de los artistas más prolíficos de Marvel. Sería más corto dar los nombres de los títulos en los que no ha trabajado, pero es particularmente conocido por sus temporadas de Capitán América (con el guionista Steve Englehart), Hulk (con los guionistas Len Wein, Roger Stern y Bill Mantlo), los Defensores (con Wein y Steve Gerber), Thor (con Walter Simonson) y Spider-Man (con Gerry Conway y J.M. DeMatteis). 
Desde finales de la década de 1970 solía pasar a tinta sus propios trabajos. A principios de la década de 1990 volvió a trabajar de entintador de una serie de los 4 Fantásticos (#297-302) dibujada por su hermano John y con guion de Englehart. Fue el dibujante y entintador principal de más de cien números de la serie Spectacular Spider-Man desde su primer número en 1976 y después entre 1988 y 1996.
Se retiró parcialmente hacia mediados de los años 1990. De 2006 a 2009 entintó todos los números de la serie The Amazing Spider-Girl, en equipo con el artista Ron Frenz y el guionista Tom DeFalco.

## Premios
- 2003: Premio Inkpot[9]
- 2003: Premio por logros de una vida de la Hero Initiative[10]
- 2013: Premio Inkwell SPAMI (small-press and mainstream-independiente, en español «editorial pequeña y mainstream-independiente») por su trabajo en G.I.Joe Annual y Dungeons and Dragons: Forgotten Realms[11]
- 2018: Premio Inkwell SPAMI por su trabajo en Rom[12]
- 2020: Premio Inkwell SASRA (Stacey Aragon Special Recognition Award, en español «premio de reconocimiento especial Stacey Aragon»)[13][14]
- 2021: Premio Inkwell del salón de la fama Joe Sinnott por su carrera como entintador[15][16]
- 2022: Premio Ringo a mejor entintador[17]